# Mistrzostwa Europy w Lekkoatletyce 1978 – chód na 50 km mężczyzn

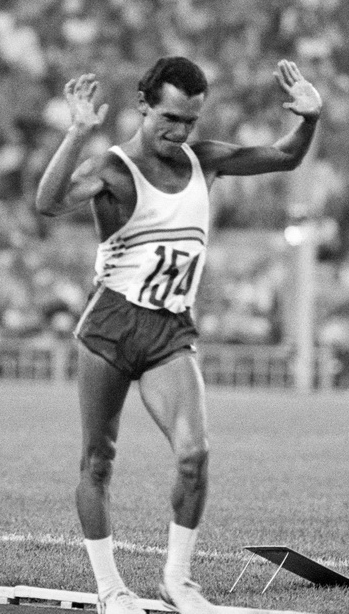
Jordi Llopart

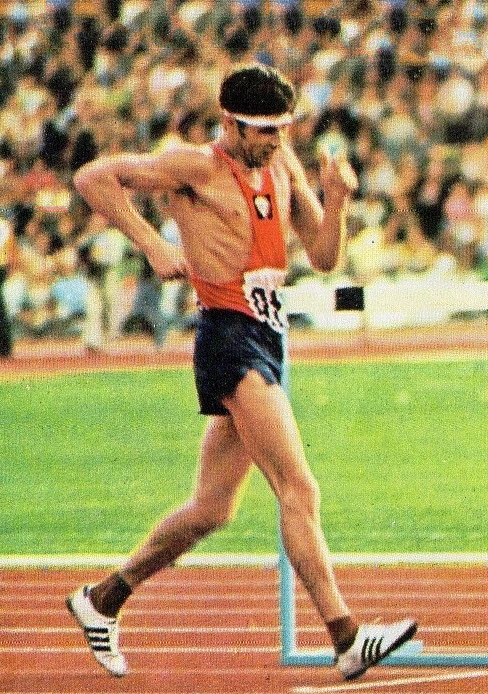
Wieniamin Sołdatienko

Chód na 50 kilometrów mężczyzn był jedną z konkurencji rozgrywanych podczas XII mistrzostw Europy w Pradze. Został rozegrany 2 września 1978 roku. Zwycięzcą tej konkurencji został reprezentant Hiszpanii Jordi Llopart. W rywalizacji wzięło udział trzydziestu sześciu zawodników z szesnastu reprezentacji.

## Rekordy
| Rekord świata     | Raúl González (MEX)   | 3:41:20   | Podiebrady, Czechosłowacja | 11.06.1978 |
| Rekord Europy     | Reima Salonen (FIN)   | 3:51:39   | Turku, Finlandia           | 17.06.1978 |
| Rekord mistrzostw | Christoph Höhne (GDR) | 3:59:05,6 | Rzym, Włochy               | 07.09.1974 |

## Wyniki

### Finał
| Miejsce | Zawodnik              | Czas      | Uwagi |
| ------- | --------------------- | --------- | ----- |
| 1       | Jordi Llopart         | 3:53:29,9 | CR    |
| 2       | Wieniamin Sołdatienko | 3:55:12,1 |       |
| 3       | Jan Ornoch            | 3:55:15,9 |       |
| 4       | Otto Barcz            | 3:57:23,7 |       |
| 5       | Wiktor Dorowskich     | 3:57:26,7 |       |
| 6       | Vittorio Visini       | 3:57:42,8 |       |
| 7       | Sandro Bellucci       | 3:58:25,9 |       |
| 8       | Olaf Pilarski         | 4:00:03,8 |       |
| 9       | Mathias Kroel         | 4:00:11,9 |       |
| 10      | Mario Kreber          | 4:01:03,7 |       |
| 11      | Bengt Simonsen        | 4:03:34,6 |       |
| 12      | Gerhard Weidner       | 4:04:01,9 |       |
| 13      | Hans Binder           | 4:04:12,4 |       |
| 14      | Ján Dzurňák           | 4:04:40,0 |       |
| 15      | Paolo Grecucci        | 4:05:46,8 |       |
| 16      | Ladislav Vitéz        | 4:07:55,8 |       |
| 17      | Lennart Lundgren      | 4:09:54,7 |       |
| 18      | Dominique Guebey      | 4:09:57,0 |       |
| 19      | László Sátor          | 4:10:22,4 |       |
| 20      | Stig-Olaf Elofsson    | 4:12:39,1 |       |
| 21      | Seppo Immonen         | 4:16:52,5 |       |
| 22      | Cornel Patusinschi    | 4:32:08,9 |       |
| 23      | Ian Richards          | 4:27:09,3 |       |
| –       | Erling Andersen       | DNF       |       |
| –       | Bohdan Bułakowski     | DNF       |       |
| –       | David Cotton          | DNF       |       |
| –       | Lucien Faber          | DNF       |       |
| –       | Agustín Jorba         | DNF       |       |
| –       | Bogusław Kmiecik      | DNF       |       |
| –       | Gérard Lelièvre       | DNF       |       |
| –       | Josep Marín           | DNF       |       |
| –       | Lars Ove Moen         | DNF       |       |
| –       | Reima Salonen         | DNF       |       |
| –       | Jaromír Vaňous        | DNF       |       |
| –       | Janczo Kamenow        | DQ        |       |
| –       | Heinrich Schubert     | DQ        |       |